# Monolithic Memories

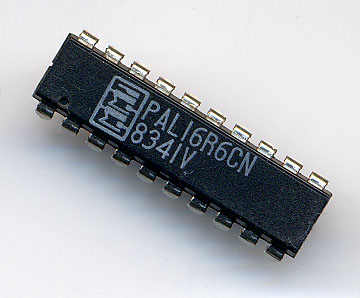
MMI PAL 16R6 em DIP de 20 pinos

Monolithic Memories, Inc. (MMI) foi uma empresa de tecnologia estadunidense fundada em 1969 e que produzia PROMs bipolares, PLDs, e circuitos lógicos (incluindo a série 7400). A MMI inventou os dispositivos PAL. Em 1987, a empresa foi comprada pela Advanced Micro Devices (AMD), embora posteriormente a AMD tenha criado uma divisão de lógica programável, a Vantis, a qual por sua vez foi comprada pela Lattice Semiconductor.